# پای آمریکایی ۲
پای آمریکایی ۲ از سری فیلم‌های اَمریکن پای است که پس از فیلم اَمریکن پای یا پای آمریکایی عرضه شد. سری فیلم‌های پای آمریکایی به وسیله فیلم پای آمریکایی ۲ (به انگلیسی: American Pie 2) در سال ۲۰۰۰ و عروسی آمریکایی (به انگلیسی: American Wedding) در سال ۲۰۰۳ و همچنین فیلم پای آمریکایی:کمپ موزیک (به انگلیسی: American Pie Presents: Band Camp) در سال ۲۰۰۵ و پای آمریکایی:مسابقه عریانی (به انگلیسی: American Pie Presents: The Naked Mile) در سال ۲۰۰۶ و همچنین فیلم پای آمریکایی:کلوپ بتا (به انگلیسی: American Pie Presents: Beta House) در سال ۲۰۰۷ به کار خود ادامه داد. فیلم پای آمریکایی۲ در ادامه داستان فیلم پیشین امریکن پای است و راجع به چهار دوست است که در سال اول دانشگاه با هم اتحادی را تشکیل می‌دهند. در آگوست ۲۰۰۱ این فیلم در آمریکا منتشر گردید. این فیلم در آمریکا ۱۴۵ میلیون دلار و در دیگر کشورها ۱۴۲ میلیون دلار فروش کرد. بودجه این فیلم ۳۰ میلیون دلار و کارگردان آن جیمیز بی روجرز می‌باشد.